# Tập đoàn Wagner
Tập đoàn Wagner hoặc Nhóm Wagner (phát âm: Vác-nơ, tiếng Anh: Wagner Group, tiếng Nga: Группа Вагнера Gruppa Vagnera) là một tổ chức bán quân sự. Một số người cho rằng nó là một công ty quân sự tư nhân hoặc là một tập đoàn tình nguyện viên, tham gia vào nhiều cuộc xung đột quân sự khác nhau, tham gia Nội chiến Syria, can thiệp vào Donbass, Ukraina giúp đỡ các lực lượng dân tộc tự quyết - Cộng hòa nhân dân Donetsk và Luhansk từ năm 2014. Một số người cho rằng nhóm Wagner là đơn vị "ảo" của Bộ Quốc phòng, được sử dụng trong các cuộc xung đột. Nhóm Wagner khá giống với Academi (trước đây tên là Blackwater), công ty an ninh của Mỹ.
Nhóm này do Yevgeny Prigozhin (một doanh nhân kiêm cộng sự thân cận của Putin) thành lập . Nhóm này trở nên nổi tiếng trong Chiến tranh Donbas ở Ukraine. Nhóm này hỗ trợ các lực lượng dân tộc tự quyết thuộc Cộng hòa Nhân dân Donetsk và Cộng hòa Nhân dân Luhansk từ năm 2014 đến năm 2015. Nhóm thường chiến đấu theo phe thân Nga trong các cuộc nội chiến ở Syria, Libya, Cộng hòa Trung Phi, và Mali.
Những chiến dịch của nhóm đã làm tăng ảnh hưởng của Nga ở ngoại quốc, nhóm nhận thiết bị quân sự từ Bộ Quốc phòng (BQP) và sử dụng các cơ sở của BQP để đào tạo, Tập đoàn Wagner thường được coi là một đơn vị trên thực tế của BQP hoặc Tổng cục Tình báo (GRU).
Nhiều người suy đoán rằng Tập đoàn Wagner được chính phủ sử dụng để phủ nhận hợp lý trong một số cuộc xung đột nhất định và để che giấu công khai chi phí tài chính cho các chiến dịch nước ngoài. Nhóm đã đóng một vai trò quan trọng trong Chiến dịch Quân sự Đặc biệt và nhóm cũng thi hành công tác thủ tiêu nhiều tên đầu sỏ của kẻ thù, và đã tuyển mộ nhiều tù nhân và những người đang thụ án chiến đấu ở tiền tuyến. Vào tháng 12 năm 2022, nhân viên Lầu Năm Góc John Kirby tuyên bố nhóm Wagner có 50.000 chiến binh ở Ukraine, bao gồm 10.000 tình nguyện viên lâu năm và 40.000 tình nguyện viên mới tuyển mộ từ nhà tù. Những người khác đưa ra con số hơn 20.000 tù nhân được tuyển dụng, với tổng số tình nguyện viên lâu năm có mặt ở Ukraine ước tính là 20.000.
Sau nhiều năm phủ nhận mối liên hệ với nhóm Wagner, Yevgeny Prigozhin, một doanh nhân có quan hệ thân thiết với Putin, đã thừa nhận vào tháng 9 năm 2022 rằng ông đã "thành lập" nhóm bán quân sự.